# Publiczne propagowanie faszystowskiego lub innego totalitarnego ustroju państwa
Publiczne propagowanie faszystowskiego lub innego totalitarnego ustroju państwa – przestępstwo określone w art. 256 k.k. polegające na publicznym przedstawianiu faszystowskiego lub innego totalitarnego ustroju państwa w zamiarze przekonania do niego np. za pomocą wydawnictw, wypowiedzi w mediach, ulotek itd. Nie podlega natomiast karaniu propagowanie totalitarnego ustroju państwa np. w prywatnej rozmowie. Eksponowanie symboli reżimów totalitarnych nie stanowi przestępstwa, o ile nie ma na celu rozpowszechniania tych symboli (art. 256 § 2 k.k.) lub propagowania ustroju.